# Афективна неврология
Афективна неврология е изучаването на неврологичните механизми на емоцията. Това интердисциплинарно поле комбинира неврологията с психологическото изследване на личността, емоцията и настроението.

## Отношение към когнитивната неврология
В по-широк смисъл възприятието се отнася до всички ментални процеси. Но изследването на възприятието исторически е изключило емоцията и се е фокусирало върху неемоционалния процес (като памет, внимание, възприятие, действие, решаване на проблеми и умствена представа) . Като резултат изучаването на неврологичната основа на неемоционалните и съответно емоционалите процеси се развива в две отделни полета: когнитивна неврология и афективна неврология. Разграничението между двете днес се смята за изкуствено в много голяма степен, тъй като двата типа процеси често включват застъпване . И в най-общ смисъл афективната неврология може да бъде наречена и когнитивна неврология на емоциите.

## Афективна неврология и ученето
Афектът играе роля по време на процеса на учене. Афективната наврология показва, че дълбоката, емоционална привързаност към предметната област позволява за дълбокото разбиране на материала и за това възниква процес на учене, който се запазва за продължително време .